# Oxyceros penangianus
Oxyceros penangianus là một loài thực vật có hoa trong họ Thiến thảo. Loài này được (King & Gamble) Tirveng. mô tả khoa học đầu tiên năm 1983.